# Erik Gerdsland
Nils-Erik Gerdsland, född Nilsson 9 december 1920 i Lövestad, död 17 oktober 2013 i Blentarp, var en svensk bildkonstnär och målare.
Gerdsland studerade vid Örjands reklamkonstskola samt under studieresor till USA och Belgien. Hans konst består av porträtt och blommor i pastell.